# Rogério Bispo
Rogério da Silva Bispo (Juquiá, 16 de novembro de 1985) é um atleta brasileiro, especialista no salto em distância.
Menino de origem humilde, sua história não é diferente de muitos atletas brasileiros. Conciliar o trabalho com o esporte sempre foi um dos seus maiores prazeres. Foi engraxate, ajudante de pedreiro e vendedor de pastel, goleiro do time local da cidade de Juquiá. Com 18 anos de idade passou para o atletismo.
Com muita dedicação Rogério vem participando de inúmeras competições nacionais e internacionais representando o Brasil, sua grande paixão.
No campeonato Sul-Americano de 2006, realizado em Tunja, foi medalha de ouro com a marca de 8,32m. A marca, porém, não foi computada como seu melhor recorde, por ter sido obtida com vento de 4,0m/s (o limite para estabelecimento de recordes é 2,0 m/s).
Na sua estréia nos Jogos Pan-Americanos, no Rio de Janeiro em 2007, Rogério Bispo ficou com a décima colocação, ao saltar 7,44 m.
Sua melhor marca no salto em distância é de 8,21 m, obtidos em 2006. 